# Crinagoras
Crinagoras, dit aussi Crinagoras de Mytilène (en grec ancien: Κριναγόρας), est un poète épigrammatique grec  qui a vécu entre de Ier siècle av. J.-C. et le début du Ier siècle. À Rome, il exerce l'activité de poète de la cour impériale et noue des relations avec la famille de l'empereur Auguste.

## Biographie

### Originaire de Lesbos
Crinagoras est issu d'une importante famille de Mytilène, principale ville de l'île grecque Lesbos. Il a au moins un frère dénommé Eucleides. Selon des inscriptions découvertes à Mytilène au XIXe siècle, il pourrait être un des ambassadeurs envoyés à Rome vers 48 ou 47 av. J.-C. auprès de Jules César après sa victoire à Pharsale. En 45 av. J.-C., il est un des huit délégués mytilèniens envoyés à Rome pour obtenir une garantie des libertés de la cité grecque. Enfin, il pourrait faire partie d'une troisième ambassade envoyée auprès d'Auguste en 26 ou 25 av. J.-C. pour la signature d'un traité entre Rome et Mytilène. Crinagoras évoque en effet dans des épigrammes un voyage hors d'Italie et des lieux visités sur le chemin pour rejoindre Auguste qui se trouve en Espagne, en campagne contre les Cantabres. Il se pourrait toutefois qu'à cette époque Crinagoras fasse déjà partie de la suite d'Auguste et n'ait pas participé à cette troisième ambassade.

### Poète à Rome
Il est contemporain du géographe grec Strabon. Il s'installe à Rome durant le règne d'Auguste, devient client d'Octavie la Jeune et intègre la cour impériale en tant que poète. C'est durant cette période qu'il écrit plusieurs épigrammes dont certains se réfèrent au principat d'Auguste. Il noue des relations étroites avec les membres de la famille impériale et adresse par exemple à Marcus Claudius Marcellus une copie d'une œuvre de Callimaque de Cyrène ou offre à Antonia la Jeune cinq livres de poésie lyrique. Chacun de ses dons s'accompagne d'une épigramme où le poète se met en retrait et ne semble rien attendre en retour, plaçant ces cadeaux davantage dans le cadre d'un échange entre amateurs de littérature grecque plutôt que dans le cadre de relations entre un poète et son protecteur.

## Œuvres
Crinagoras est l'auteur de cinquante-et-une épigrammes écrites dans un style recherché que Philippe de Thessalonique a insérées dans sa Couronne de Philippe, une anthologie de poèmes grecs publiée sous le règne de Caligula ou de Néron qui fait suite à l'Anthologie de Méléagre du Ier siècle av. J.-C. Les épigrammes de Crinagoras les plus intéressantes pour les historiens, au nombre de dix-sept, concernent des personnages de haut-rang comme Marcellus, Tibère ou Antonia la Jeune, fournissant de nombreux indices sur le fonctionnement de la cour impériale de cette époque et sur les relations culturelles qu'entretient Rome avec le monde grec.
Toutes ses épigrammes qui peuvent être datées sont augustéennes ou tibériennes, aucune ne remonte à l'époque de César. Il est possible que Crinagoras ne se soit mis à l'écriture de poèmes qu'après avoir mis un terme à ses activités de notable et d'ambassadeur mytilénien. Il écrit aussi des poèmes dédiés aux divinités romaines.